# 키리바시
키리바시 공화국(영어: Republic of Kiribati 리퍼블릭 오브 키리배스[*], 키리바시어: Ribaberiki Kiribati 리파페리키 키리파스, 문화어: 키리바티), 약칭 키리바시(영어: Kiribati 키리배스[*], 키리바시어: Kiribati 키리파스)는 오세아니아의 미크로네시아에 있는 나라이다. 수도는 사우스타라와(과거에는 타라와)이며 공용어는 영어이다. 날짜 변경선의 가장 동쪽에 있는 국가이다. 따라서 일출 시각이 제일 빠른 국가이다. 중부 태평양의 서쪽에 있는 섬나라로, 1788년 영국 해군 대령 토머스 길버트(Thomas Gilbert)가 길버트 제도에 상륙한 뒤 영국의 식민지화가 시작되었다. 1916년 길버트 제도와 엘리스 제도가 영국에 병합되었고 1971년 모두 자치권을 얻었다. 1978년 엘리스 제도가 투발루로 분리된 후 1979년 7월 독립하였다.
1892년 영국의 보호령이 되었다가 1979년 독립하였다. 제2차 세계 대전 중에 키리바시의 옛 수도인 타라와에서는 미군과 일본군이 치열한 전쟁을 벌인 적이 있다. 전 세계적으로 가장 시간대가 빠른 국가이며, 영국 런던과는 정확히 12시간(한국 시간으로 시간대가 4시간 정도)이 차이난다. 가장 동쪽의 라인제도 는 14시간(한국 시간으로 시간대가 5시간 정도, 하와이와 24시간 차이)까지 차이가 난다. 그래서  세계에서 가장 이른 시간대를 거진 나라이다
1994년 12월 30일 밤 12시(현지시각)에 바로 1995년 1월 1일 0시로 넘어가면서 현재의 표준시로 조정되었다.

## 개요
영연방 가입국의 하나이다. 남태평양상의 16개 섬으로 이루어진 도서국가로, 1979년 7월 독립 이전까지 이곳을 탐험한 영국인의 이름을 따서 길버트 제도(Gilbert Islands)라고도 불렸으며, 해안선의 길이는 1143㎞이다. 면적은 811㎢, 인구는 11만 9438명(2020년)이고 종족은 미크로네시아인이 99%이며, 언어는 영어와 키리바시어를 사용하고, 종교는 대부분 가톨릭와 개신교이다.
기후는 북동무역풍의 영향으로 온화하며, 코프라·어류 등이 주산물이며, 주요 수출품이었던 인광석은 1979년 완전히 고갈되었다. 유엔이 지정한 개발도상국(LDCs)으로서 다른 태평양 도서국가와 마찬가지로 부존자원 부족과 산업 기반 빈약 등으로 인한 경제적 어려움에 처해 있다. 2015년 기준 국민총생산은 1억 6600만 달러, 1인당 국민소득은 1,509 달러이다. 키리바시의 정치는 임기 4년의 대통령 중심제 공화제이며, 의회는 임기 4년의 단원제(46석)이다. 주요 정당은 BTK(진실의 기둥당), MMK(Maneaba 보호당) 등이다.

## 역사
이 지역은 16세기 초 스페인 탐험가가 발견하였으며, 1788년 영국 길버트 해군 대령이 상륙하여 점령한 후 1892년 영국보호령이 되어 통치를 받았다. 이후 1974년에는 식민지 헌법이 채택되어 자치정부가 되었으며, 1977년 5월 헌법을 제정하고, 1979년 7월 12일 영국으로부터 독립하였다. 대외적으로 우경중립을 표방하며, 모든 국가와의 관계수립을 희망하는 보편주의 외교를 기조로 하고 있다.

## 지리
키리바시는 지구온난화로 많은 피해를 입고 있고, 지금도 국토가 잠기고 있고 투발루와 같이 키리바시의 경우는 2050년경에 국토가 바다에 잠길 가능성이 높다.
'키리바시(Kiribati)'와 키리스마스섬(Kiritimati)는 각각 길버트와 크리스마스를 태평양식으로 발음한 것이다.

### 기후
| 타라와의 기후                                | 타라와의 기후 | 타라와의 기후 | 타라와의 기후 | 타라와의 기후 | 타라와의 기후 | 타라와의 기후 | 타라와의 기후 | 타라와의 기후 | 타라와의 기후 | 타라와의 기후 | 타라와의 기후 | 타라와의 기후 | 타라와의 기후 |
| 월                                           | 1월           | 2월           | 3월           | 4월           | 5월           | 6월           | 7월           | 8월           | 9월           | 10월          | 11월          | 12월          | 연간          |
| -------------------------------------------- | ------------- | ------------- | ------------- | ------------- | ------------- | ------------- | ------------- | ------------- | ------------- | ------------- | ------------- | ------------- | ------------- |
| 일평균 최고 기온 °C (°F)                     | 31.3 (88.4)   | 31.3 (88.3)   | 31.3 (88.3)   | 31.4 (88.6)   | 31.4 (88.5)   | 31.5 (88.7)   | 31.6 (88.9)   | 31.6 (88.8)   | 31.4 (88.6)   | 31.8 (89.2)   | 31.7 (89.1)   | 31.5 (88.7)   | 31.4 (88.6)   |
| 일평균 최저 기온 °C (°F)                     | 24.5 (76.1)   | 25.0 (77.0)   | 25.3 (77.5)   | 25.4 (77.7)   | 25.7 (78.2)   | 25.5 (77.9)   | 25.6 (78.1)   | 25.7 (78.2)   | 25.7 (78.3)   | 25.5 (77.9)   | 25.4 (77.7)   | 25.1 (77.2)   | 25.3 (77.5)   |
| 평균 강수량 mm (인치)                        | 220 (8.7)     | 180 (7.1)     | 180 (7.1)     | 190 (7.5)     | 170 (6.7)     | 160 (6.3)     | 160 (6.3)     | 160 (6.3)     | 120 (4.7)     | 140 (5.5)     | 120 (4.7)     | 220 (8.7)     | 2,020 (79.5)  |
| 출처: Pacific Climate Change Science Program |               |               |               |               |               |               |               |               |               |               |               |               |               |

## 인종과 언어
주민은 대부분이 미크로네시아인으로, 그 밖에 소수의 폴리네시아인이나 유럽인도 있다. 영어와 키리바시어를 공용어로 한다.

## 문화
기독교가 주된 종교이지만, 고유의 토착신앙도 존재한다.

## 한국과의 관계
대한민국은 1979년 7월의 키리바시 독립과 동시에 국가승인을 하고 1980년 5월 2일 외교관계를 수립하였다. 현재 주 피지 대사가 그 업무를 겸임하고 있다.
양국은 1980년 12월 어업 협정을 체결하였으며, 한국이 약간의 무상원조를 제공한 바 있고, 1982년부터 매년 수산분야 연수생을 초청하여 연수시켰다.
대한민국의 대 키리바시 수출액은 2015년 기준 3260만 달러고, 수입액은 470만 달러다.
한편, 조선민주주의인민공화국은 외교관계를 체결하지 않고 있다.

## 기타
키리바시의 국가 도메인은 .ki이다.